# Faust (Gounod)
Pour les articles homonymes, voir Faust (homonymie).
Faust est un opéra en cinq actes de Charles Gounod, sur un livret de Jules Barbier et Michel Carré, fondé sur la légende éponyme et la pièce de Goethe, créé au Théâtre-Lyrique le 19 mars 1859.
Œuvre la plus connue de Charles Gounod, Faust a connu, dès ses débuts, un grand succès. C'est probablement, avec Carmen de Georges Bizet, l'opéra français le plus connu au monde. Joué à de multiples reprises dans de nombreux pays, Faust est à l'origine de nombreuses références dans la culture populaire.

## Historique
L'œuvre de Goethe exerça très tôt une véritable fascination sur Gounod : « J'avais lu Faust en 1838 », écrit-il dans son Autobiographie, « à l'âge de vingt ans, et lorsqu'en 1839 je partis pour Rome comme grand prix de composition musicale, et pensionnaire de l'Académie de France, j'avais emporté le Faust de Goethe qui ne me quittait pas. » Il affirme que les premières inspirations musicales lui vinrent lors de promenades nocturnes à Capri et dans les environs de Naples. Dès 1842, un journal affirme que le jeune compositeur travaille sur un opéra tiré de Faust. Néanmoins, le projet ne dut prendre véritablement corps qu'à partir de 1845, lorsque Gounod rencontra fortuitement le librettiste Jules Barbier et sous l'influence de Léon Carvalho, directeur du Théâtre Lyrique.
C'est Jules Barbier qui est le véritable auteur du livret. La contribution de Michel Carré, auteur d'une pièce intitulée Faust et Marguerite jouée au théâtre du Gymnase, se limita à l'air du Roi de Thulé et à la ronde du veau d'or. L'ouvrage subit toutefois de nombreux remaniements dans le cours des répétitions, qui furent émaillées de diverses péripéties. La partition initiale était beaucoup plus volumineuse et Gounod dut accepter de supprimer plusieurs passages, notamment la remarquable scène du Harz, qui allongeait excessivement l'opéra, le duo entre Marguerite et Valentin au début de l'acte II dans lequel Marguerite donnait à son frère la médaille dont il se sépare malencontreusement à l'acte IV. En revanche, le chœur des soldats Gloire immortelle de nos aïeux... fut rajouté à l'acte IV sur les instances de Carvalho et Ingres : composé initialement pour un Ivan le Terrible, il prit la place d'une chanson dans laquelle Valentin vantait la beauté de sa sœur.
L'opéra fut créé le 19 mars 1859 sur la scène du Théâtre-Lyrique. Il s'agissait d'un opéra-comique puisqu'il comportait des dialogues parlés qui furent remplacés par des récitatifs lors des représentations de Strasbourg en avril 1860 ; la création bruxelloise du 25 février 1861, en présence de Gounod, proposait encore la version avec dialogues parlés. Par la suite, Gounod inséra encore à l'acte II l'air de Valentin Avant de quitter ces lieux... à l'occasion des représentations au His Majesty's Theatre à Londres en 1863 et, en 1869 à l'Opéra Le Peletier (Paris), le ballet de la nuit de Walpurgis, d'ailleurs très réussi.
À Paris, Faust fut représenté 314 fois sur les différentes scènes du Théâtre-Lyrique jusqu'en avril 1869, puis 166 fois de 1869 à 1875 à l'Opéra (Salles Le Peletier et Ventadour). L'ouvrage connut une longue carrière internationale et fut immensément populaire : il fut représenté quelque 2 358 fois au Palais Garnier et fut le premier opéra présenté au Metropolitan Opera de New York, ainsi qu'à l'inauguration du Théâtre national du Costa Rica, à San José. Si sa popularité a quelque peu décliné, il continue d'être régulièrement joué sur tous les théâtres lyriques du monde et notamment en France.
En 1975, Jorge Lavelli signa à l’Opéra de Paris une mémorable production (réunissant notamment, au fil des distributions, Nicolaï Gedda, Roger Soyer, Mirella Freni…) qui fut reprise pendant près de trente ans. Le 5 août 2008, l'opéra fut interprété aux Chorégies d'Orange par Roberto Alagna (Faust), René Pape (Méphistophélès) et Inva Mula (Marguerite), sous la direction de Michel Plasson et retransmis en direct sur France 2. En septembre et octobre 2011, l'opéra est programmé à l'opéra Bastille, avec Roberto Alagna dans le rôle de Faust, Paul Gay dans le rôle de Méphistophélès et Inva Mula en Marguerite, dans une mise en scène de Jean-Louis Martinoty et sous la direction d'Alain Altinoglu. Cette production est reprogrammée à l'opéra Bastille en mars 2015 sous la direction de Michel Plasson avec Piotr Beczala, Krassimira Sotyanova et Ildar Abdrazakov. Tobias Kratzer propose une nouvelle mise en scène à l'Opéra de Paris en 2020 mais la première représentation ne peut être que filmée et retransmise, les salles étant à nouveau fermées au public du fait de l'épidémie de COVID. Cette scénographie sera présentée au public en 2022. Faust est alors Benjamin Bernheim, Marguerite Ermonella Jaho.

## Personnages et distribution
| Personnage                                                       | Tessiture                          | Première représentation, le 19 mars 1859 (Chef d'orchestre: Adolphe Deloffre) |
| ---------------------------------------------------------------- | ---------------------------------- | ----------------------------------------------------------------------------- |
| Faust                                                            | ténor                              | Joseph-Théodore-Désiré Barbot                                                 |
| Méphistophélès                                                   | basse                              | Émile Balanqué                                                                |
| Marguerite                                                       | soprano                            | Marie Caroline Miolan-Carvalho Harriet Lindskog                               |
| Valentin                                                         | baryton                            | Reynald                                                                       |
| Wagner                                                           | baryton                            | Cibot                                                                         |
| Siebel                                                           | mezzo-soprano, personnage masculin | Faivre                                                                        |
| Marthe Schwerlein                                                | mezzo-soprano                      | Duclos                                                                        |
| Jeunes filles, fermiers, étudiants soldats, chœurs d'église, ... |                                    |                                                                               |

## Argument
L'histoire se déroule au XVIe siècle en Allemagne. L'ouvrage s'ouvre par une brève introduction orchestrale qui campe, avec une grande puissance évocatrice, les aspirations contradictoires qui déchirent le personnage principal, le docteur Faust : le vertige métaphysique et la soif de connaissance et les pulsions humaines, évoquées par le thème, facile et légèrement vulgaire, de l'air Avant de quitter ces lieux... que Valentin chantera au deuxième acte.

### Acte I: Le cabinet de Faust
Au soir de sa vie, le docteur Faust se lamente sur l'inanité de toute connaissance et veut se suicider en absorbant du poison (« Rien, en vain j'interroge... »). Mais, par deux fois, les voix de jeunes filles et de laboureurs qui passent sous ses fenêtres arrêtent son geste (« Ah ! paresseuses filles »). Se révoltant contre la science et la foi, Faust invoque le diable (« Mais ce Dieu que peut-il pour moi ? »), qui apparaît sous la forme de Méphistophélès. Celui-ci l'informe qu'il est venu parce que Faust l'a appelé. Faust doute alors du pouvoir de Méphistophélès. Méphistophélès lui promet tout ce qui est possible et Faust indique qu'il veut « un trésor qui les contient tous : je veux la jeunesse ». Méphistophélès la lui accorde mais Faust doit signer une déclaration dans laquelle il accepte de devenir le serviteur de Méphistophélès dans l'autre monde. Il hésite, mais apercevant Marguerite, jeune fille désirable, il signe (À moi les plaisirs).

### Acte II: La kermesse
L'acte II permet à Faust et Marguerite de se rencontrer. Un chœur de soldats, d'étudiants et de villageois chante joyeusement une chanson à boire, « Vin ou bière » : 
Vin ou bière, bière ou vin,

Que mon verre soit plein !

Sans vergogne, coup sur coup,

Un ivrogne boit tout !

Jeune adepte du tonneau,

N'en excepte que l'eau !

Que ta gloire, tes amours,

Soient de boire, toujours !
Valentin, frère de Marguerite, partant à la guerre, confie la garde de sa sœur à ses deux amis, Wagner et Siebel. Il chante une invocation, rajoutée quelques années après la création de l'opéra sur des paroles d'O. Pradère, Avant de quitter ces lieux...
Méphistophélès apparaît alors et chante la ronde Le veau d'or est toujours debout. Son personnage ainsi campé, il se livre à divers tours de magie de moins en moins anodins. Par esprit de défi, il se moque de Marguerite, Valentin tente de le frapper avec son épée mais celle-ci se brise. Valentin et ses amis repoussent le démon avec la poignée en forme de croix de leurs épées (chœur : « De l'enfer qui vient émousser nos armes... »).
Par la suite, Méphistophélès, Faust et les villageois sont entraînés dans la valse « Ainsi que la brise légère ». Apparaît Marguerite à qui Faust offre son bras qu'elle refuse ; cette scène fugitive est l'objet d'un échange de répliques :
— Ne permettrez-vous pas, ma belle demoiselle,

Qu'on vous offre le bras, pour faire le chemin ?

— Non, monsieur, je ne suis demoiselle ni belle,

Et je n'ai pas besoin qu'on me donne la main.
L'acte se conclut sur la reprise de la valse.

### Acte III: Le jardin de Marguerite

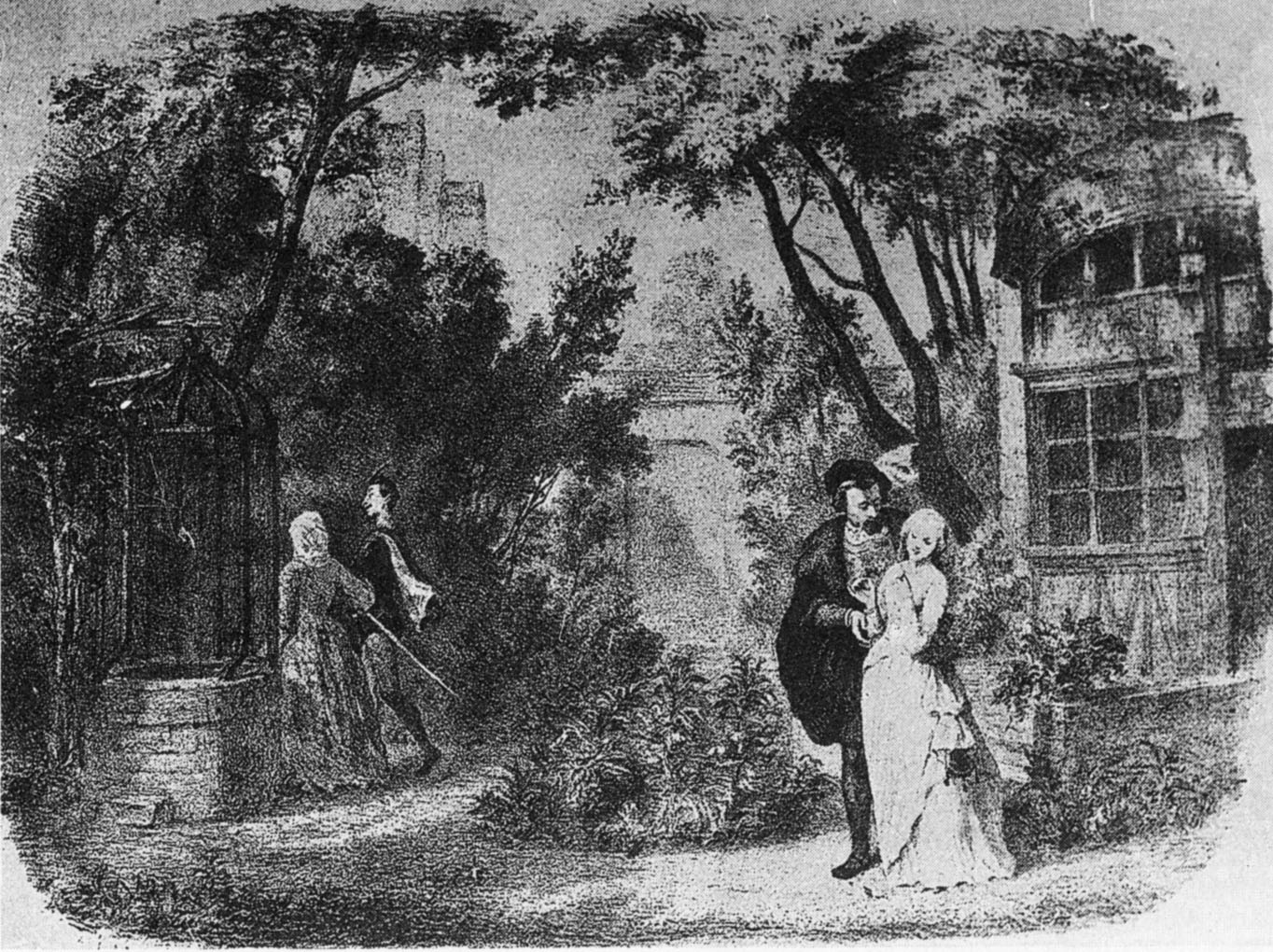
Le jardin de Marguerite dans la production originale, décor d'Édouard Desplechin.

Une introduction orchestrale débouche sur les couplets de Siebel, sautillants et légers comme le personnage, qui laisse un bouquet pour Marguerite (Faites-lui mes aveux). Méphisto se moque de lui avec esprit et va chercher « un trésor plus merveilleux, plus riche encore que tous ceux qu'elle voit en rêve ! » laissant Faust seul pour chanter la cavatine Salut, demeure chaste et pure. Suit un rapide dialogue avec Méphisto qui revient avec un coffret plein de bijoux et qui s'exclame : « Si le bouquet l'emporte sur l'écrin, je consens à perdre mon pouvoir ! »
Apparaît enfin Marguerite que, jusqu'alors, le spectateur n'a que furtivement entrevue à l'acte II. Elle s'assied à son rouet et chante la ballade Il était un roi de Thulé, dont la musique évoque à la fois le mouvement circulaire du rouet et le mystère des légendes nordiques. Marguerite trouve alors le bouquet de Siebel, puis les bijoux. Elle hésite d'abord, puis se pare des joyaux et chante l'air dit « air des bijoux » (« Ah ! je ris de me voir si belle en ce miroir »).
Survient dame Marthe, la voisine de Marguerite, rôle secondaire mais qui, par tradition, est attribué à de très grandes artistes. Elle convainc Marguerite de conserver les bijoux. Surviennent Faust et Méphisto, qui flirte avec dame Marthe. Tout le monde sort mais Méphisto revient seul sur scène et chante son invocation à la nuit (« Ô nuit, étends sur eux ton ombre... »). C'est un morceau inquiétant, le seul passage de l'opéra dans lequel Méphisto se révèle véritablement diabolique. Il ouvre la scène suivante, celle de la séduction de Marguerite, qu'il marque d'une empreinte magique.
Suit le duo de Faust et Marguerite. Marguerite permet à Faust de l'embrasser (« Laisse-moi, laisse-moi, contempler ton visage »), mais lui demande peu après de s'en aller. Elle chante à sa fenêtre pour demander à Faust de revenir, ce qu'il fait.

### Acte IV: La chambre de Marguerite, l'église, la rue
L'acte IV débute dans la chambre de Marguerite alors qu'elle a donné naissance à un enfant de Faust. Elle chante l'air Il ne revient pas, souvent coupé.
Tourmentée, elle se rend à l'église pour prier mais elle est arrêtée, d'abord par Méphistophélès et après par un chœur de démons. Elle finit sa prière mais s'évanouit lorsqu'elle est maudite par Méphistophélès.
La scène change. Dans la rue, Valentin et les soldats reviennent de la guerre. Ils chantent un chœur martial extrêmement populaire, Gloire immortelle de nos aïeux. Valentin entre dans la maison de sa sœur. Arrivent Faust et Méphistophélès. Ce dernier chante la sérénade grinçante Vous qui faites l'endormie. Valentin revient et cherche à savoir qui est le père du fils de Marguerite. Faust et Valentin se battent en duel. Avant de croiser le fer, Valentin a la sottise de se séparer de la médaille que lui a donnée Marguerite, ce qui le laisse sans protection face aux sortilèges de Méphistophélès. Dès lors, Faust tue Valentin sans difficulté.

### Acte V: Les montagnes du Harz, la vallée du Brocken, la prison
L'acte V commence dans les montagnes du Harz, pendant la nuit de Walpurgis. Méphistophélès et Faust sont entourés de sorcières (« Un, deux et trois »). Faust est transporté dans une caverne où il assiste au banquet des reines et courtisanes de l'Antiquité. Faust a une vision de Marguerite et la demande.
Méphistophélès aide Faust à pénétrer dans la prison où Marguerite est enfermée pour avoir tué son enfant. Ils chantent alors un duo d'amour (Oui, c'est toi je t'aime). Lorsque Marguerite apprend que Faust avait fait un pacte avec le diable et que Méphistophélès intervient, elle demande une protection divine. Alors que Méphistophélès croit être vainqueur, le chœur des anges rétablit la Vérité (Sauvée, Christ est ressuscité) et  tandis que l'âme de Marguerite s'élève vers le paradis, Faust se met à prier.

## Grands airs
- Invocation de Valentin : « Avant de quitter ces lieux » (Acte II)
- Ronde du veau d'or (Méphisto) : « Le veau d'or est toujours debout » (Acte II)
- Valse : « Ainsi que la brise légère » (Acte II)
- Couplets (Siébel) : « Faites-lui mes aveux » (Acte III)
- Cavatine (Faust) : « Salut ! Demeure chaste et pure » (Acte III) - la version d'origine de 1859 ajoute une cabalette.
- Ballade du roi de Thulé (Marguerite) : « Il était un roi de Thulé » (Acte III)[7]
- Air des bijoux (Marguerite) : « Ah ! je ris de me voir si belle » (Acte III)
- Invocation à la nuit (Méphisto) : « Ô nuit ! étends sur eux ton ombre » (Acte III)
- Duo (Margherita, Faust) : Il se fait tard! ...adieu! (Acte III)
- Chœur des soldats : « Gloire immortelle de nos aïeux » (Acte IV)
- Sérénade de Méphisto: « Vous qui faites l'endormie » (Acte IV)
- Finale : « Anges purs Anges radieux » (Acte V)

## Quelques interprètes dans le rôle de Marguerite
- Joan Sutherland
- Marie Caroline Miolan-Carvalho
- Renata Scotto
- Victoria de Los Angeles
- Katia Ricciarelli
- Mirella Freni
- Caroline Dumas
- Angela Gheorghiu
- Lucy Berthet, en 1894
- Christine Nilsson
- Adelina Patti
- Nellie Melba
- Emma Calvé
- Lillian Nordica
- Marcella Sembrich
- Emma Eames
- Suzanne Adams
- Geraldine Farrar
- Frances Alda
- Florence Easton
- Grace Moore
- Licia Albanese
- Eleanor Steber
- Dorothy Kirsten
- Géori Boué
- Anna Moffo
- Gabriella Tucci

## Enregistrements

### Version 1869
- Henri Büsser, avec Mireille Berthon (Marguerite), César Vezzani (Faust), Marcel Journet (Méphistophélès), (version de 1930)
- Thomas Beecham, avec Géori Boué (Marguerite), Georges Noré (Faust), Roger Rico (Méphistophélès), Roger Bourdin (Valentin), Royal Philharmonic Orchestra and Chorus (version de 1947-1948)
- Fausto Cleva, avec Eleanor Steber (Marguerite), Eugene Conley (Faust), Cesare Siepi (Méphistophélès), Frank Guarrera (Valentin), Chœur et Orchestre du Metropolitan Opera (version de 1951)
- André Cluytens, avec Victoria de los Ángeles (Marguerite), Nicolai Gedda (Faust), Boris Christoff (Méphistophélès), Jean Borthayre (Valentin), Solange Michel (Marthe), Chœur et Orchestre du Théâtre National de l'Opéra de Paris (version de 1953)
- André Cluytens, avec Victoria de los Ángeles (Marguerite), Nicolai Gedda (Faust), Boris Christoff (Méphistophélès), Ernest Blanc (Valentin), Rita Gorr (Marthe), Chœur et Orchestre du Théâtre National de l'Opéra de Paris (version de 1958)
- Richard Bonynge, avec Joan Sutherland (Marguerite), Franco Corelli (Faust), Nicolai Ghiaurov (Méphistophélès), London Symphony Orchestra (version de 1966)
- Georges Prêtre, avec Mirella Freni (Marguerite), Placido Domingo (Faust), Nicolai Ghiaurov (Méphistophélès), Orchestre de l'Opéra national de Paris, (version de 1978)
- Seiji Ozawa, avec Alberto Cupido (Faust), Rosalind Plowright (Marguerite), Simon Estes (Méphistophélès), Juan Pons (Valentin), Orchestre National de France, (version de 1989)
- Michel Plasson, avec Richard Leech (Faust), Cheryl Studer (Marguerite), José van Dam (Méphistophélès), Thomas Hampson (Valentin), Orchestre national du Capitole de Toulouse, (version de 1991)
- Antonio Pappano, avec Roberto Alagna (Faust), Angela Gheorghiu (Marguerite), Bryn Terfel (Méphistophélès), mise en scène de David Mac Vicar, Londres, 2010, DVD EMI[8].
- Yannick Nézet-Séguin, avec Jonas Kaufmann (Faust), Marina Poplavskaya (Marguerite), René Pape (Méphistophélès) - DVD Decca - New York 2011[9].
- Dan Ettinger, avec Michael Fabiano (Faust), Irina Lungu (Marguerite), Erwin Schrott (Méphisopheles), Londres 2019, DVD OPUS ARTE[10]

### Version 1859
- Christophe Rousset, avec Véronique Gens (Marguerite), Benjamin Bernheim (Faust), Andrew Foster-Williams (Méphistophélès), Jean-Sébastien Bou (Valentin), Juliette Mars (Siébel), Ingrid Perruche (Dame Marthe), Anas Seguin (Wagner), Les Talens Lyriques, Chœur de la Radio flamande (Bru Zane, 2019). Il s'agit de la première version de l'opéra, sous forme d'un opéra-comique avec dialogues parlés et nombreux morceaux inédits ou modifiés avant la création au Théâtre-Lyrique en 1859. Enregistrement sur instruments historiques[11].
- Avec le concours du Palazzetto Bru Zane, cette version est reprise d'abord à l'Opéra de Lille en mai 2025 puis à l'Opéra Comique[12] en juin 2025, avec à nouveau des morceaux inédits dont la cabalette de l'air « Salut, demeure chaste et pure » qui suit la cavatine. La mise en scène est de Denis Podalydès, la direction musicale est assurée par Louis Langrée et la distribution réunit Julien Dran (Faust), Vannina Santoni (Marguerite), Jérôme Boutillier (Mefistofèles)[13].

## Adaptations et références

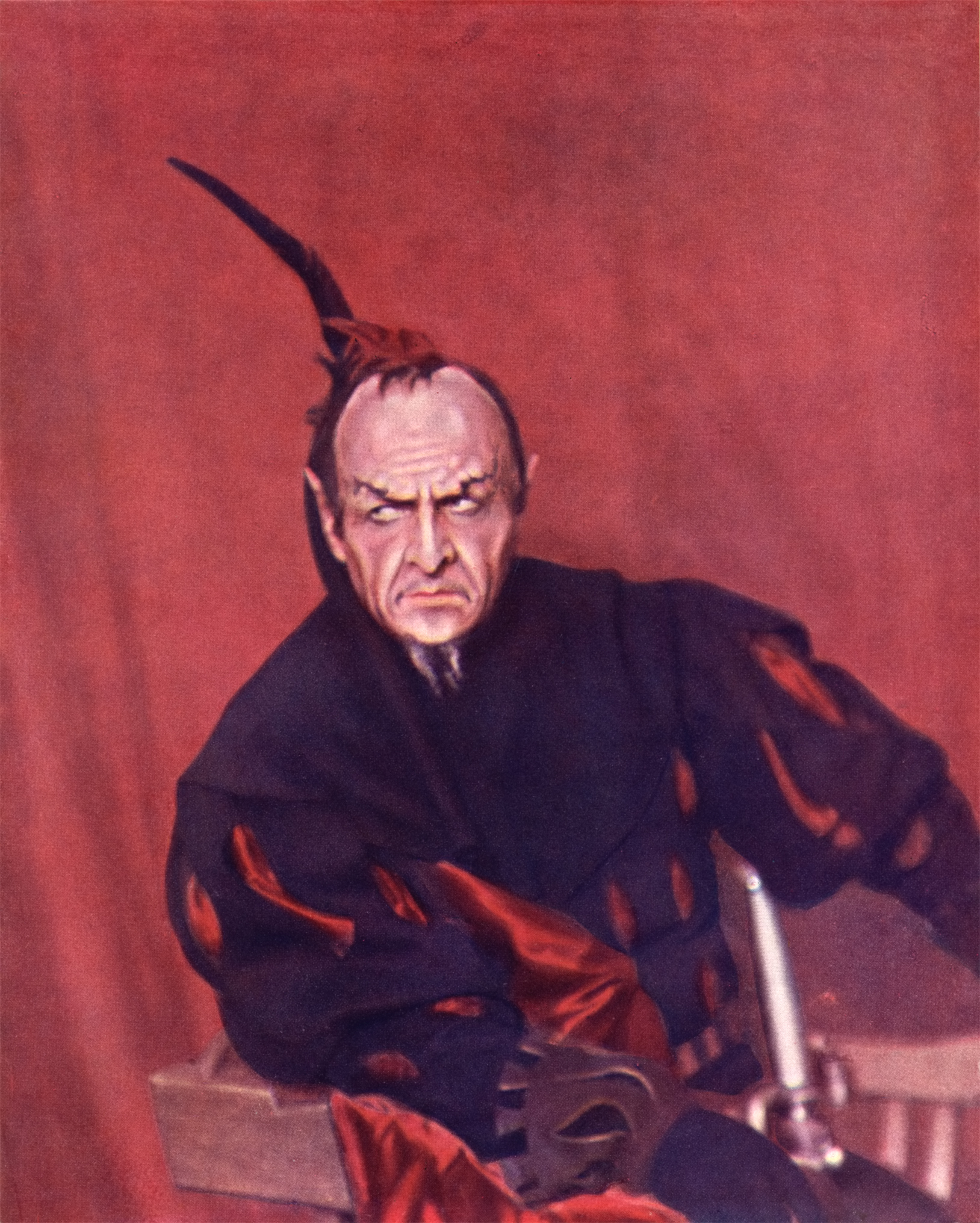
Méphistophélès incarné par Fédor Chaliapine en 1915.

Faust a connu, dès sa création, un succès fulgurant et il a rapidement été réutilisé par d'autres artistes. Ainsi, dès 1866, il est le sujet du poème satirique Fausto, de l'écrivain argentin Estanislao del Campo, qui y décrit les impressions d'un gaucho pendant une représentation de l'opéra … Une représentation de Faust fait partie du Fantôme de l'Opéra de Gaston Leroux, publié en 1910 et adapté et parodié de multiples fois au cinéma, en musique ou en bande-dessinée. Une représentation de Faust sert aussi de scène initiale au roman Le Temps de l'innocence d'Edith Wharton, paru en 1920.
En dehors des adaptations cinématographiques du Fantôme de l'Opéra, Faust a aussi été réemployé dans le film américain San Francisco, sorti en 1936, dans lequel sont jouées plusieurs scènes.
Certains grands airs de Faust ont été particulièrement réemployés ou détournés, notamment l'Air des bijoux. Ainsi, il apparaît dans le film de William A. Wellman Stingaree, sorti en 1934, et surtout dans Les Aventures de Tintin : dans les albums d'Hergé, l'air est associé à la Castafiore, une cantatrice interprète de Marguerite (l'air des bijoux est particulièrement présent dans Les Bijoux de la Castafiore, un album dont le ressort comique repose principalement sur la Castafiore et son interprétation de l'air).
L'air Salut ! Demeure chaste et pure est en partie chanté dans la pièce Chat en poche de Georges Feydeau, et Faites-lui mes aveux est cité à deux reprises dans La Mouette d'Anton Tchekhov. Cet air a aussi servi de base à l'œuvre pour piano À la manière de Chabrier composée par Maurice Ravel. L'Invocation de Valentin est chantée par un des personnages du roman La Montagne magique de Thomas Mann.
Le thème du Veau d'or est le sujet d'une séquence de Opéra imaginaire, une série de courts métrages d'animation réalisée par Hilary Audus en 1993.
Le ballet de la nuit de Walpurgis, souvent omis lors des représentations de l'opéra, a été mis en scène seul plusieurs fois, notamment par George Balanchine.